# ガスライティング

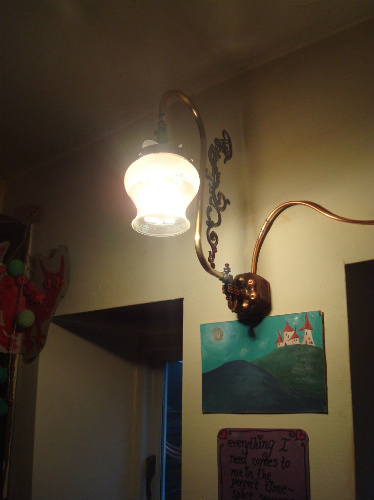
ガス灯、用語が参照するオブジェクト

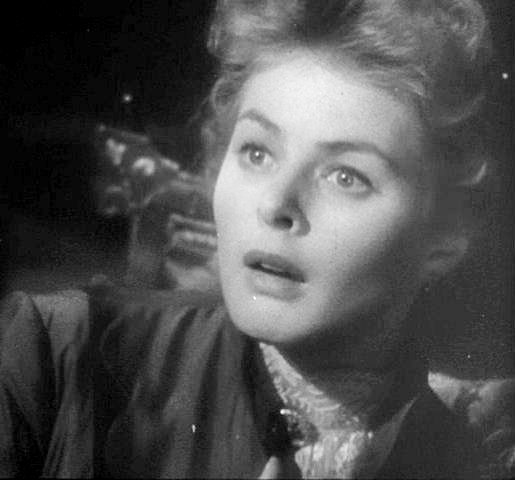
『ガス燈』（1944年）のイングリッド・バーグマン

ガスライティング（英: gaslighting）は心理的虐待の一種であり、被害者に些細な嫌がらせ行為をしたり、故意に誤った情報を提示し、被害者が自身の記憶、知覚、正気、もしくは自身の認識を疑うよう仕向ける手法。例としては、嫌がらせの事実を加害者側が否定してみせるという単純なものから、被害者を当惑させるために奇妙なハプニングを起こして見せるといったものまである。
「ガスライティング」という名は、『ガス燈』という演劇（およびそれを映画化したもの）にちなんでいる。現在この用語は、臨床および学術研究論文でも使われている。

## 語源
この用語は『ガス燈』という舞台劇（1938年、アメリカでは『エンジェル・ストリート』と題された）、およびその映画化作品（1940年、1944年）から来ている。ストーリーでは、妻が正気を失ったと当人および知人らに信じ込ませようと、夫が周囲の品々に小細工を施し、妻がそれらの変化を指摘すると、夫は彼女の勘違いか記憶違いだと主張してみせる。劇の題名は、夫が屋根裏で探し物をする時に使う、家の薄暗いガス燈に由来する。妻は明かりが薄暗いことにすぐ気付くのであるが、夫は彼女の思い違いだと言い張るのであった。
相手の現実感覚を狂わせようとすることを「ガスライティング」と話し言葉で言うようになったのは、少なくとも1970年代後半以降である。ロレンス・ラッシュは、児童性的虐待を扱った1980年代の著書で、ジョージ・キューカーの1944年版の『ガス燈』を紹介し、「こんにちでも『ガスライティング』という語は、他人の現実認識能力を狂わせようとする試みを指す言葉として使われている」と書いている。この用語がさらに広まったのは、Victor Santoro の1994年の著書『ガスライティング：あなたの敵を狂わせる手引き（Gaslighting: How to Drive Your Enemies Crazy）』 によってであり、この本は嫌がらせに使える表面上は合法的なテクニックを紹介している。
スティーリー・ダンの2000年のアルバム『トゥー・アゲインスト・ネイチャー』には、「Gaslighting Abbie」という曲が収録されている。メンバーのウォルター・ベッカーとドナルド・フェイゲンは、この詞がシャルル・ボワイエの『ガス燈』に触発されたものであることを認めている。

## 臨床例
心理学者のマーサ・スタウトは、ソシオパスはよくガスライティングの手法を使うと述べている。ソシオパスは、絶えず社会的道徳規範から逸脱し、法を破り、他人を食い物とするが、概して表面上は魅力的で、巧みな嘘つきであり、犯罪に関わるようなことはしない。従って、ソシオパスの犠牲者になっている人は自分の認識能力を疑ってしまうことがある。JacobsonとGottmanによると、配偶者間の身体的虐待の加害者の一部は、被害者側にガスライティングを行なっている場合があり、自分が暴力的であったことをきっぱり否定することさえある。
心理学者のGertrude GassとWilliam C. Nicholsは、夫婦間の不義で時々見られるある種の原動力を描写するのにガスライティングという語を使っている。「セラピストは被害者である女性の反応を誤って解釈することで彼女の苦痛をさらに強めてしまうことがある。… 夫が行なうガスライティングは、一部の女性にはいわゆる神経衰弱をもたらし、最悪の場合、自殺につながる。」
ガスライティングは親子関係で見られることもある。親、あるいは子、あるいは両方が、相手を騙して正常な認知を損なわせようとするのである。さらにガスライティングは、精神病院の入院患者と医療スタッフの間でも見られる。
フロイトの手法のいくつかはガスライティングとみなされている。狼の夢についてフロイトと様々に議論したため「ウルフマン」とあだ名が付いたSergei Pankejeffの例について、Dorpat は次のように書いている。「フロイトはウルフマンに容赦ない圧迫をかけ、フロイトの再解釈と定式化を受け入れるよう迫った。」

### 取り入れ
1981年の著名な論文『摂取の臨床効果例：ガスライティング（Some Clinical Consequences of Introjection: Gaslighting）』において Calef と Weinshel は、ガスライティングには加害者から被害者に向けられた精神的葛藤の投影と取り入れを伴うと論じている。このペテンは、痛みを伴う（また潜在的に痛みを伴う）心理的葛藤の非常に特殊な「転移」に基づいている。
何故ガスライティングの被害者らは他者が表現し投影してくる事柄を取り込み同化してしまう傾向があるのかという点について、筆者らは様々に考察し、ガスライティングは非常に複雑かつ高度に構造化された仕組みであり、精神的機構の多くの要素の作用を包含していると結論づけている。

### 抵抗
特に女性に関して言うと、ヒルデ・リンデマンは「ガスライティングの場合、それに抵抗する能力は、自分の判断力を信頼する能力に負っている」と述べている。加害者に抵抗する「別の解釈」を打ち立てることは、「通常の自由な心の働き」を取り戻す、あるいは初めて手に入れることの助けになるかもしれない。

## 関連資料
- Calef, V; Weinshe, EM. (January 1981). “Some clinical consequences of introjection: gaslighting”. The Psychoanal Quarterly 50 (1):  44–66. PMID 7465707.
- Parke, David L. (1981) Some social implications of gaslighting in a small village: Cooperstown, New York .（出版地不明）OCLC 76701743.
- Santoro, Victor. (1994) Gaslighting: How to Drive Your Enemies Crazy. Loompanics Unlimited, ISBN 1559501138, 978-1-55950-113-2.
- Portnow, Kathryn. (1996) Dialogues of doubt: the psychology of self-doubt and emotional gaslighting in adult women and men. Harvard Graduate School of Education. OCLC 36674740.
- 「(4)ガスライティング・アビー」『スティーリー・ダン/シークレット・ライヴ・イン・NY』スティーリー・ダン、ジョエル・ヒンマン（製作）、アール・セバスチャン（監督）、クリスチャン・カチキス（撮影）。DVD 1枚102分、画：スタンダード・カラー、音：5.1/DTS・ステレオ、東京 : コロムビアミュージックエンタテインメント、2000年。
- Stern, Robin. (2007) The Gaslight Effect: How to Spot and Survive the Hidden Manipulation Others Use to Control Your Life. Random House Digital, ISBN 978-0-7679-2445-0.
- Willbanks, Angela. (2018)  Gaslighting and conceptions of madness in Victorian literature . OCLC 1056495593.
- Spear, Andrew. (2018)  Gaslighting, Confabulation, and Epistemic Innocence .  SpringerLink (Online service), OCLC 1189133241.
- N/A. (2018) Institutional Betrayal and Gaslighting. OCLC 1051392377,
- "Love Island and Relationship Education".  Frontiers in Sociology . ISSN 2297-7775, OCLC 8539736227.
- "ポルトガル語: A louca dos gatos ou sobre como gaslaitear o feminino."  Locus, vol.26, no.1, ISSN 1413-3024, OCLC 8600892519. pp.99–122.

- アメリア・ケリー 著 野坂　祐子 訳 (2024.07) ガスライティングという支配 関係性におけるトラウマとその回復. 日本評論社, ISBN 978-4-535-56428-2.
- 菅原隆志 (2023.02) ガスライティングに打ち勝つ方法（１巻）: あなたの脳を操作し気を狂わせる虐待.  ISBN 979-8376892411.
- 菅原隆志 (2023.05) ガスライティングに打ち勝つ方法（２巻）: 体型錯覚（痩せている人に太っていると錯覚させる心理操作）.  ISBN 979-8394767265.
- 菅原隆志 (2024.03) 感情的な無視と否定によるガスライティング: 一次被害から三次被害〜見えない傷を深める連鎖.
- 菅原隆志 (2024.06) 遮断逃避型ガスライティング（Interruptive Evasive Gaslighting）第二版: 人の話を遮る人の心理と、話を遮られるイライラと気が狂いそうな感覚.
- 菅原隆志 (2024.10) ガスライティングがあなたを壊す前に: サインを見抜き、被害から抜け出すステップ.
- 菅原隆志 (2024.10) ガスライティングの真相: 隠れた心理テクニックと自由を取り戻す方法.
- 菅原隆志 (2025/1/5) なぜ強くなれる？ガスライティング被害者が開花させる30のパワー: ―人生をひっくり返す“セルフマスタリー”完全攻略ガイド― .
- 菅原隆志 (2025/3/21) 集団的ガスライティング: 家族・職場・小集団から自分を守る――機能不全家庭、カルト的環境、詐欺師の手口…嘘が支配する“集団操作”に翻弄されないために ペーパーバック. ISBN 979-8315018070.
- みんなのモラルハラスメント情報 (2024.04) ガスライティングとフライングモンキーによる被害者の孤立化: 猿になりたくなければこれを読もう。逆転の罪. Independently published, ISBN 979-8322834960.
- みんなのモラルハラスメント情報 (2025/3/31) 善人という名の加害者: モラル・ハラスメントとガスライティングの心理解剖 ―本当のモラル・ハラスメントを知りたいあなたへ―.
- みんなのモラルハラスメント情報 (2025/6/22) 見えない監視の檻: 「お前はみんなから見られている」と囁くストーカーの支配トリックとガスライティングから脱出する最速マニュアル.
- みんなのモラルハラスメント情報 (2025/8/3) 心を侵すもの: ガスライティングの全体像と見えない支配からの回復.
- みんなのモラルハラスメント情報 (2025/8/14) スマホ時代の「見えない洗脳」: ガスライティングと“偽カウンセラー”から身を守る最強の教科書.

- 牧野内大史 (2024.08) ガスライティング ３０分でわかる隠された心理操作.
- 自己愛性パーソナリティ障害カウンセラーM , 三好まりな  (2024.10) ガスライティングと自己愛性パーソナリティ障害【マンガでわかる】：その違いと共通点: ストレス脳を抜け出す！毒のある関係から自分を守る方法。モラハラや心の病で苦しむあなたへ (ガスライティングと自己愛性パーソナリティ障害対策委員会).
- 大橋薫 (2024.11) 夫を地獄に堕とすまで ～ガスライティング洗脳～（分冊版） 【第1話】 (comic meltyKILL).
- 大橋薫 (2024.12) 夫を地獄に堕とすまで ～ガスライティング洗脳～（分冊版） 【第2話】 (comic meltyKILL).
- 大橋薫 (2025.01) 夫を地獄に堕とすまで ～ガスライティング洗脳～（分冊版） 【第3話】 (comic meltyKILL).
- 大下祥 (2024/12/29) ガスライティングに警鐘: 腐敗した組織から抜け出すために.
- デボラ・ヴィナール (著), 上田勢子 (翻訳) (2025/8/15) ガスライティングからの回復――心理的支配から抜け出し、自分を取り戻すための7つのステップ 単行本（ソフトカバー）. ISBN 978-4750359793.